# Severni Kočarnik
Severni Kočarnik (Servisch cyrillisch Северни Кочарник) is een plaats in de Servische gemeente Tutin. De plaats telt 821 inwoners (2002).